# Dirty Wars
Dirty Wars è un documentario del 2013 diretto da Rick Rowley candidato al premio Oscar al miglior documentario.